# Tutu (balet)

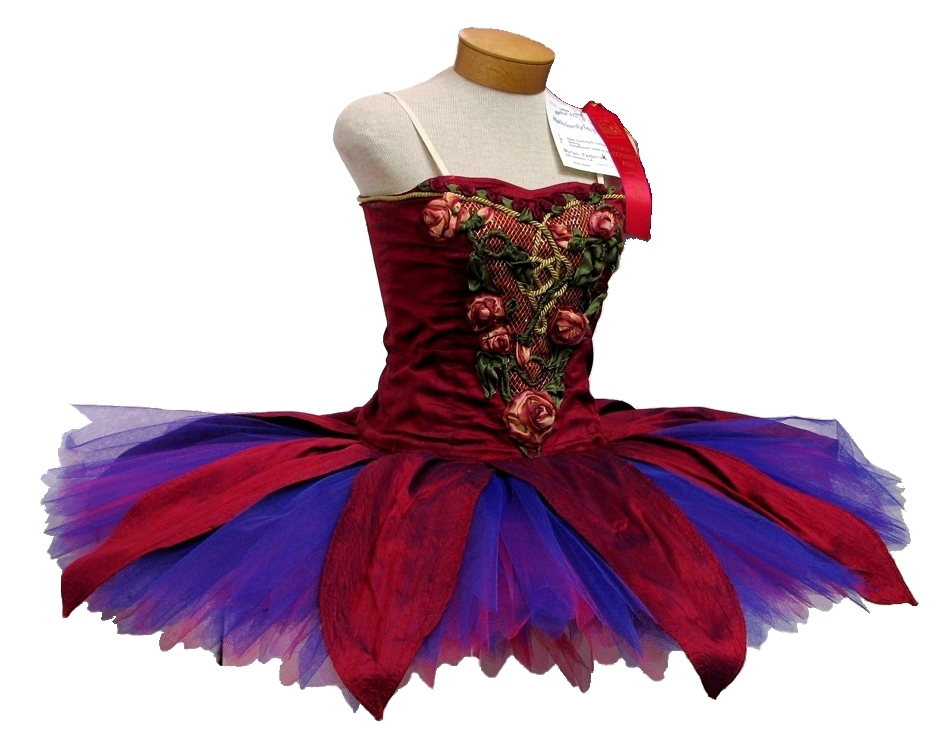
Tutu modernă colorată (2006)

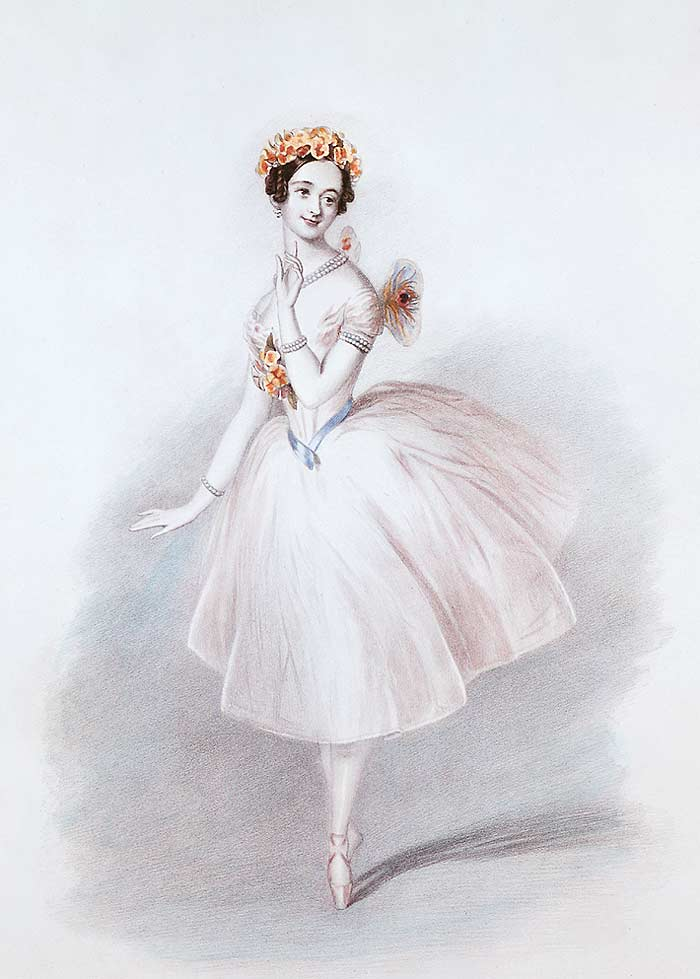
Marie Taglioni ca La Sylphide în tutu alb din epoca romantică, în jurul anului 1832

Tutu (IPA: [ty´ty:]) este un costum de balet sub forma unei fuste realizate din mai multe straturi de tul.

## Istoric
Conform privirii geneale, dansatoarea Marie Taglioni a fost prima care a jucat în La Sylphide în 1832 într-o fustă de balet albă, ideală pentru a înfățișa spirite fragile, eterice. Fusta de balet romantică este până la gambe și este folosită și astăzi în Giselle, de exemplu.
Până atunci (și uneori chiar și dincolo de asta, în funcție de rol), dansatorii purtau salopete (fuste cerc) sau costume clasice de teatru. Cu toate acestea, fusta de balet a devenit rapid portul obișnuit al balerinei în epoca romantică.
Forma fustei de balet s-a schimbat în secolul al XIX-lea. În secolul al XIX-lea, a atins cea mai mare amploare în jurul anului 1860, când a existat o preferință pentru crinolina în moda feminină. Cu timpul, fusta de balet a devenit mai scurtă, iar picioarele dansatorilor au devenit mai vizibile dedesubt, deși nu era cazul în secolul al XIX-lea. Secolul a fost considerat inițial impropriu. Cu o fustă de balet mai scurtă și mai ușoară, balerinele s-ar putea mișca mai liber, ar putea demonstra virtuozitatea jocului de picioare și ar putea executa sărituri mai înalte.
În Rusia, balerina italiană Virginia Zucchi a fost cea care, la debutul ei la Petersburg în La Fille du Pharaon în 1885, a introdus o fustă de balet mai scurtă, care scotea și genunchii, așa cum probabil era familiarizată din Italia și Paris. Se spune că Zucchi și-ar fi tăiat propria fusta, însă împotriva dorințelor coregrafului Marius Petipa și a croitorilor ruși de teatru, care se temeau de scandal. Totuși, acest lucru nu s-a întâmplat, în schimb, fusa de balet mai scurtă a devenit la modă în baletul rusesc , iar în 1890 Carlotta Brianza a purtat și o fustă de balet scurtă, îndepărtată, la premiera Frumoasa adormită, deja în stilul așa-numite fuste de balet ca farfuria cum se folosește și astăzi în majoritatea producțiilor Lacul lebedelor .
Dansatorii de balet îi datorează o altă formă modernă a fustei de balet designerului de costume Barbara Karinska, care a inventat așa-numitul tutu cu pufă, în 1950 la Baletul din New York. Stephen Galloway a proiectat un tutu cu disc complet plat pentru baletul lui William Forsythe, din 1996, The Vertiginous Thrill of Exactitude.
Fusta de balet a inspirat rochii la modă, mai ales în anii 1950. De exemplu, rochiile de cocktail Pierre Balmain sunt cunoscute si sub numele de rochii de balet. Se vorbește și despre stilul de balet.